# Les Éclaireurs (roman)
Cet article possède un paronyme, voir Éclaireurs.
Les Éclaireurs est un roman d'Antoine Bello publié le 5 février 2009 aux éditions Gallimard, ayant reçu la même année le prix France Culture-Télérama. Ce roman, qui est la suite de Les Falsificateurs publié en 2007, est le deuxième tome d'une trilogie qui se conclut avec Les Producteurs.

## Résumé
Sliv atterrit à Khartoum, pour assister au mariage de Maga et Youssef, le 11 septembre 2001. Il est ébranlé, ne sachant quelle est la part de responsabilité du Consortium de Falsification du Réel (CFR). Quelques mois plus tard, il est enfin recontacté par sa hiérarchie qui souhaite le voir rejoindre l'équipe de Léna, impliquée dans les négociations d'admission à l'ONU du Timor oriental, pilotées en sous-main par le CFR qui souhaite bénéficier ainsi d'une façade diplomatique. Au cours des réunions à Dili, Sliv finit par se retrouver au cœur des échanges, en utilisant toutes ses compétences et les ressources du CFR pour convaincre ses interlocuteurs de la validité du dossier.
De retour au siège du CFR début 2002, il est reçu par l'ensemble du comité exécutif (comex). Il découvre la part prise par le CFR dans les évènements géopolitiques des années précédentes, et également que les attentats du 11 septembre lui ont été une complète surprise. Alors qu'il est taraudé par la question de la finalité du CFR, il est appelé par Yakoub Khoyoulfaz, membre du comex, à participer à un groupe de travail chargé de comprendre pourquoi ce qu'a instillé le CFR n'a pas eu les effets escomptés et tenter de reprendre la main sur les évènements. Car pendant ce temps, sur la base de rapports de la CIA, l'administration Bush essaie de persuader les opinions américaines et internationales que l'Irak est liée à Al-Qaïda et dispose d'armes de destruction massive, qui sont des dangers pour la paix mondiale.
Les analyses de Sliv le mettent sur la piste de potentielles et inexplicables manipulations de la CIA par le CFR lui-même. Il obtient de Yakoub de former sa propre équipe pour tenter d'analyser la situation. Il appelle auprès de lui Gunnar, son premier chef, et Youssef et Maga. Plusieurs mois se passent, sans grands résultats, alors que l'opinion américaine est chauffée en vue d'une nouvelle intervention militaire en Irak. En désespoir de cause, Youssef exige que soit dévoilée la finalité du CFR sous peine d'exposer au grand jour l'existence de celui-ci et ses responsabilités. Sliv relaye l'exigence au comex, qui lui demande de sursoir jusqu'à l'intervention de Colin Powell devant le Conseil de sécurité de l'ONU le 5 février 2003. Aux yeux du CFR, celle-ci s'avère une succession d'informations fausses. Après avoir entendu de la bouche de Pierre Ménard la genèse du CFR, Sliv obtient de Djibo la révélation de la finalité du CFR et la justification de celle-ci, ce qui lui permet de rassurer Youssef.
Il se remet au travail et détermine assez rapidement la source des fuites. Coopté au Comex, il le fait convoquer, et les informations fournies conduisent le Comex à devoir choisir entre la révélation publique et la dissolution alors inéluctable du CFR, ou au contraire la continuation de son activité. Les six anciens membres du comex se partageant entre les deux options, c'est à Sliv de faire pencher la décision…